# Pierre Bismuth
Pierre Bismuth és un artista francès. (París, 1963). Pierre Bismuth viu i treballa entre Nova York i Brussel·les. Interessat en els sistemes de percepció de la realitat, els seus treballs subverteixen els codis perceptius habituals. El cinema és una de les fonts del seu treball i, en molts casos, utilitza també referències lingüístiques i textuals, així com elements i imatges procedents de la indústria i del mercat culturals. Amb gestos de gran eficàcia i sovint amb humor, Bismuth altera els codis de lectura de la imatge establerts en la vida quotidiana. Bismuth acostuma a jugar amb impostures i amb codis creuats per interpel·lar la seguretat amb què el nostre sistema de percepció descodifica l'entorn.

## Obres destacades
- Postscript / The Passenger (OV). Mèdia, 1996-2010[2]